# Megumi Fushiguro
Megumi Fushiguro (伏黒 恵, Fushiguro Megumi) est un personnage fictif présent dans la série de manga Jujutsu Kaisen créée par Gege Akutami. Il est étudiant de première année à l'Ecole d'Exorcisme de Tokyo, une Académie formant au métier d'Exorciste et au développement des Techniques Occultes. Ces techniques permettent de combattre les Fléaux, des êtres naissant de l'Energie Occulte qui découle des émotions négatives des humains. C'est un descendant de la famille Zenin, l'un des clans au sommet du monde de la sorcellerie. Au début de Jujutsu Kaisen, il est chargé par son professeur, Satoru Gojo, de retrouver un des doigts de Sukuna, le plus puissant Fléau de tous les temps. Cette mission le conduit à faire équipe et à se lier d'amitié avec Yuji Itadori, un autre Exorciste de première année.
Dans l'adaptation animée Jujutsu Kaisen, il est doublé par Yuma Uchida en japonais et Robbie Daymond en anglais. Les critiques apprécient particulièrement la mise en scène de sa relation avec yuji et l'animation des scènes de ses combats.

## Concept et création
Selon Akutami, Megumi est introduit en tant que faire-valoir pour Itadori et Nobara Kugisaki. Il est conçu comme un personnage plus perspicace que ces derniers, notamment en raison de sa plus grande propension au pessimisme et à sa méfiance envers les autres. Akutami déclare également qu'il est un personnage « assez déprimant » comparé à Itadori, et qu'il se soucie moins du sort des étrangers comme Itadori que de la mort des animaux. Akutami prend soin de s'assurer que le personnage de Megumi soit différent de celui d'Itadori, malgré leurs ressemblances.
Son prénom Megumi, habituellement porté par des femmes, signifie la « bénédiction » ou la « grâce ». Il est aussi associé à la « vigueur », bien que Megumi utilise le plus souvent son nom de famille, Fushiguro, pour se présenter.Au sein de la série, il apporte une touche morose qui contraste avec les autres personnages. Par exemple, comprenant qu'il est en difficultés lors d'un de ses combats contre un fléau puissant, il se met à rire nerveusement, ce qui vient renforcer son coté lugubre. Le doubleur Japonais Yuma Uchida dit que Megumi est « oppressant mais cool quand il combat ».

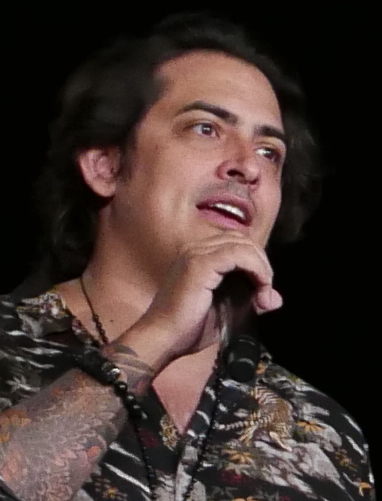
Robbie Daymond a fourni la voix anglaise de Megumi Fushiguro.

Selon le doubleur Américain Robbie Daymond, « il essaie tellement d'incarner un "homme droit" qu'on pense presque que c'est une façade, ou un jeu d'acteur. Bien sûr qu'il est cet "homme droit", mais ce n'est qu'une partie de sa personnalité. D'autres aspects de sa personnalité ne demandent qu'à émerger ». Il ajoute aussi que « lorsqu'il se fait charrier par Yuji et Gojo, et qu'ils l'affectent émotionnellement, ça en devient pour lui un défi amusant de cacher ses facettes derrière une couche de morosité ». Daymond dit aussi « J'aime toujours autant jouer ces personnages de shonen droits, avec le cœur sur la main ; mais je pense que les plus ardus à doubler sont aussi les plus amusants. ».

## Apparitions
Avant les évènements actuels de la série, Megumi naît au sein du clan Zenin et est abandonné par ses parents. Il est recueilli par sa demi-sœur, Tsukumi, qu'il voit comme une source d'inspiration. Lorsque Megumi rentre au CP, Satoru Gojo devient son tuteur et professeur. Le jeune Exorciste est impressionné par son immense pouvoir, Satoru Gojo ayant même réussi à éliminer le père de Megumi, Toji Zenin, des années auparavant.
Megumi apparaît pour la première fois dans Jujutsu Kaisen aux côtés de Yuji après avoir découvert que ce dernier a trouvé l'un des doigts de Sukuna. Après que Yuji ait mangé le doigt, Yuji et Megumi deviennent camarades de classe à l'Ecole d'Exorcisme de Tokyo sous la tutelle de Gojo. Il est présent lorsque Nobara Kugisaki arrive à Tokyo et noue une amitié réticente avec elle et Yuji. Au cours d'un combat dans un centre de détention, contre un « utérus maudit », qui est en réalité un fléau très dangereux, Megumi voit Yuji aux portes de la mort, après que Sukuna ait possession du corps de Yuji et arrache son coeur. Lors de leur combat, Sukuna développe alors un intérêt pour Megumi et son pouvoir.
Pendant un échange entre les écoles d'exorcisme de Tokyo et de Kyoto, Megumi est très impliqué dans les affrontements mais il est finalement éliminé à cause d'anciennes blessures provoquées par des Fléaux ennemis. Durant une mission d'investigation sur les Fœtus des Neuf Phases, avec Nobara et Yuji, Megumi s'oppose à un Fléau possédant un des doigts de Sukuna. Il triomphe du Fléau après avoir cédé à ses émotions, mais s'endort après coup.  
Megumi et de nombreux autres exorcistes sont envoyés à Shibuya lorsque Mahito et d'autres Fléaux préparent une attaque contre le Japon. Un Maître des Fléaux (une personne pouvant invoquer et contrôler les Fléaux) du nom d'Ogami ramène Toji à la vie, alors que Megumi et Yuji triomphent de Jiro Awasaka, un autre Maître des Fléaux. Megumi discute avec son père, Toji, après l'avoir aidé à exorciser un puissant Fléau nommé Dagon. Il comprend qu'il parle avec son père seulement lorsque Toji met fin à ses jours devant ses yeux. Durant la bataille, Sukuna sauve Megumi de Mahoraga, le plus puissant esprit de la technique des Dix Ombres, tellement puissant que Megumi ne le contrôle pas. Sa technique des Dix Ombres lui permet en effet d'invoquer dix esprits afin de combattre à ses côtés. Lors de cette bataille, Tsumiki, la demi-sœur de Megumi se réveille d'un coma provoqué par un Fléau et est forcée à participer à un tournoi organisé par Kenjaku, opposant les exorcistes et tous les Fléaux du Japon.
Il devient par inadvertance le chef du clan Zenin après que la mort de ancien leader au combat. Arrivant au tournoi avec Yuji, ils sont séparés dès le début, combattant des Maîtres des Fléaux ennemis et formant des alliances afin de triompher du tournoi et de contrecarrer Kenjaku, l'instigateur du tournoi.

## Pouvoirs et Compétences
Megumi est compétent au combat au corps-à-corps, étant dépourvu d'armes et ne possédant que peu de techniques occultes. Son sort principal est la Technique des Dix Ombres,héritée du clan Zenin, lui permettant d'invoquer des Fléaux qui le défendent contre les éventuelles menaces. Ses esprits, appelés « Shikigami », prennent la forme d'animaux utilisés pour le combat, à savoir des Chiens Divins ayant un odorat particulièrement efficace pour traquer les Fléaux, le Nue (une grande créature semblable à une chouette capable d'envoyer des décharges électriques), un énorme crapaud, un éléphant, un serpent géant, une horde de lapins, un grand cerf, et un bœuf,. L'Extension de Territoire est une puissante technique qui permet à l'Exorciste de créer une zone autour de lui. Megumi invoque Le Jardin des Ombres, son Extension de Territoire, qui recouvre le sol d'un liquide sombre par lequel il peut invoquer plusieurs de ses esprits aisément et rapidement pour les submerger.
Lorsqu'un esprit de la Technique des Dix Ombres est détruit ou tué, il ne peut plus jamais être invoqué. Cependant, le pouvoir qu'il possédait est redistribué aux autres esprits, les rendant plus forts et plus rapides. On le voit avec les Chiens de Jade. Lorsque le Chien de Jade blanc est tué par un Fléau de classe S au Chapitre 6, le Chien de Jade noir bénéficie de son pouvoir et se transforme en un grand loup-garou bicolore.

## Réception
Rebecca Silverman dit que Megumi est le personnage le moins intéressant du manga lors des premiers chapitres. Selon Crunchyroll, le combat entre Megumi et le Fléau de classe S est classé comme le troisième meilleur combat de l'anime en 2021. Dans une critique de l'épisode 23 de l'anime, « Instinct Grégaire, Part 2 », Charles Hartford fait l'éloge de la profondeur du personnage de Megumi. Il déclare: « A chaque fois qu'il est poussé dans ses retranchements, on le voit puiser toujours plus loin dans ses pouvoirs ». « Cela lui permet de s'élever au panthéon des meilleurs Exorcistes et donne à MAPPA l'occasion de nous montrer leurs effets visuels », ajoute-t-il. Olive St. Sauver compare son amitié avec Yuji à celle de Asta et Yuno dans Black Clover, à la manière dont « ils prennent soin d'eux et sont heureux de voir l'autre réussir... le désir de surpasser l'autre s'inscrit dans une compétition saine et non pas dans la jalousie »,. David Eckstein-Schoemann, membre du Spinnaker, affirme lors d'une critique de l'anime qu'il « [aime] voir Yuji travailler avec Megumi ... chaque personnage a son propre design, une manière unique de se battre, et une personnalité unique qui ne laisse pas indifférent lors du visionnage ». Il y a également eu des réactions négatives concernant le personnage dans la série manga après les Culling Games. C'est principalement parce que Megumi devient le nouveau vaisseau de Sukuna qui utilise son corps pour exister, le retirant ainsi de l'histoire dans le processus. Bien que Yuji essaie de le rejoindre pour le sauver du méchant, le rejet de Megumi pour ce que Sukuna a fait avec son corps a conduit à une réponse plus négative à la publication car on a l'impression que son personnage est gâché par Akutami, surtout malgré son trop grand potentiel,. En mai 2022, l'auteur de manga Kenta Shinohara rend son propre hommage au personnage de Megumi aux côtés de Yuji et Yuta.